# Друпи
Друпи (англ. Droopy) — анимированный мультипликационный персонаж, антропоморфный пёс (порода бассет-хаунд) с унылым лицом, откуда и произошло его имя (с англ. «Droopy» переводится как «унылый»). Его в 1943 году создал Тэкс Эйвери для мультфильмов, производимых Metro-Goldwyn-Mayer (MGM). Практически полярная противоположность другому знаменитому персонажу MGM, громкому и эксцентричному Чокнутому Бельчонку, Друпи двигался медленно и вяло, говорил монотонно, и, несмотря на свой непрезентабельный вид, ему всегда удавалось перехитрить его врагов. А когда его наконец-то удавалось разозлить, оказывался способным безжалостно избить противников, в два раза превосходящих его.
Впервые появился из-под руки Тэкса Эвери, ещё не имея своего имени в мультфильме 1943 года (англ. «Dumb-Hounded», позже он был переведён на русский язык как «Друпи — сыщик»). Однако, до своего пятого появления на экране, в мультфильме 1949 года «Синьор Друпи» (англ. «Señor Droopy»), его называли Счастливой Гончей (англ. «Happy Hound»), что также использовалось при его появлении на страницах «Our Gang Comics». После закрытия сериала «Друпи» в 1958 году, персонаж несколько раз возрождался в различных проектах, чаще всего в телешоу, став одним из символов MGM, наряду с такими персонажами, как Том и Джерри.

## Озвучивание
- Билл Томпсон (1943, 1948—1957).
- Тэкс Эвери (1944—1957, периодически подменял Билла Томпсона).
- Доуз Батлер (на протяжении 1944—1954 годов периодически подменял Билла Томпсона).
- Дон Мессик (на протяжении 1949—1957 годов периодически подменял Билла Томпсона; в 1992-м — Том и Джерри: Фильм).
- Фрэнк Уэлкер (1980—1982, мультсериал Том и Джерри. Комедийное шоу).
- Ричард Уильямс (1988 — Кто подставил кролика Роджера и 1989 короткое появление в мультфильме про кролика Роджера).
- Кори Бертон (В коротких мультфильмах про кролика Роджера «Roller Coaster Rabbit» (1990) и «Trail Mix-Up» (1993)).

## Фильмография на MGM
| #  | Название                  | Режиссёр(ы)          | Продюсер(ы)                 | Дата релиза      | Примечания |
| -- | ------------------------- | -------------------- | --------------------------- | ---------------- | --- |
| 1  | Dumb-Hounded              | Тэкс Эйвери          | Фред Куимби                 | 20 марта 1943    | |
| 2  | The Shooting of Dan McGoo | Тэкс Эйвери          | Фред Куимби                 | 3 марта 1945     | |
| 3  | Wild and Woolfy           | Тэкс Эйвери          | Фред Куимби                 | 3 ноября 1945    | |
| 4  | Northwest Hounded Police  | Тэкс Эйвери          | Фред Куимби                 | 13 августа 1946  | |
| 5  | Señor Droopy              | Тэкс Эйвери          | Фред Куимби                 | 9 апреля 1949    | - Официально первый мультфильм в сериале «Друпи»; также первый раз используется это имя                                   |
| 6  | Wags to Riches            | Тэкс Эйвери          | Фред Куимби                 | 13 августа 1949  | - Первое появление Спайка                                                                                                 |
| 7  | Out-Foxed                 | Тэкс Эйвери          | Фред Куимби                 | 12 октября 1949  | |
| 8  | The Chump Champ           | Тэкс Эйвери          | Фред Куимби                 | 4 ноября 1950    | |
| 9  | Daredevil Droopy          | Тэкс Эйвери          | Фред Куимби                 | 31 марта 1951    | |
| 10 | Droopy’s Good Deed        | Тэкс Эйвери          | Фред Куимби                 | 5 мая 1951       | |
| 11 | Droopy’s «Double Trouble» | Тэкс Эйвери          | Фред Куимби                 | 17 ноября 1951   | |
| 12 | Caballero Droopy          | Дик Ланди            | Фред Куимби                 | 27 сентября 1952 | |
| 13 | The Three Little Pups     | Тэкс Эйвери          | Фред Куимби                 | 26 декабря 1953  | |
| 14 | Drag-a-Long Droopy        | Тэкс Эйвери          | Фред Куимби                 | 20 февраля 1954  | |
| 15 | Homesteader Droopy        | Тэкс Эйвери          | Фред Куимби                 | 10 июля 1954     | |
| 16 | Dixieland Droopy          | Тэкс Эйвери          | Фред Куимби                 | 4 декабря 1954   | |
| 17 | Deputy Droopy             | Тэкс Эйвери Майкл Ла | Фред Куимби                 | 28 октября 1955  | |
| 18 | Millionaire Droopy        | Тэкс Эйвери          | Уильям Ханна Джозеф Барбера | 21 сентября 1956 | - Широкоформатный ремейк Wags to Riches                                                                                   |
| 19 | Grin and Share It         | Майкл Ла             | Уильям Ханна Джозеф Барбера | 17 мая 1957      | - Первый оригинальный широкоформатный мультфильм в сериале                                                                |
| 20 | Blackboard Jumble         | Майкл Ла             | Уильям Ханна Джозеф Барбера | 4 октября 1957   | - Широкоформатный |
| 21 | One Droopy Knight         | Майкл Ла             | Уильям Ханна Джозеф Барбера | 6 декабря 1957   | - Широкоформатный - Номинирован на Оскар 1957 года (в 1958 году) в номинации «Лучший анимационный короткометражный фильм» |
| 22 | Sheep Wrecked             | Майкл Ла             | Уильям Ханна Джозеф Барбера | 7 февраля 1958   | - Широкоформатный |
| 23 | Mutts About Racing        | Майкл Ла             | Уильям Ханна Джозеф Барбера | 4 апреля 1958    | - Широкоформатный |
| 24 | Droopy Leprechaun         | Майкл Ла             | Уильям Ханна Джозеф Барбера | 4 июля 1958      | - Широкоформатный |